# Newnham College
Newnham College ist eines der 31 Colleges der Universität Cambridge und bis heute ein reines Frauen-College. Die Gründung erfolgte 1871 durch Henry Sidgwick und die Mitbegründerin Millicent Garrett Fawcett.

## Frauen am College

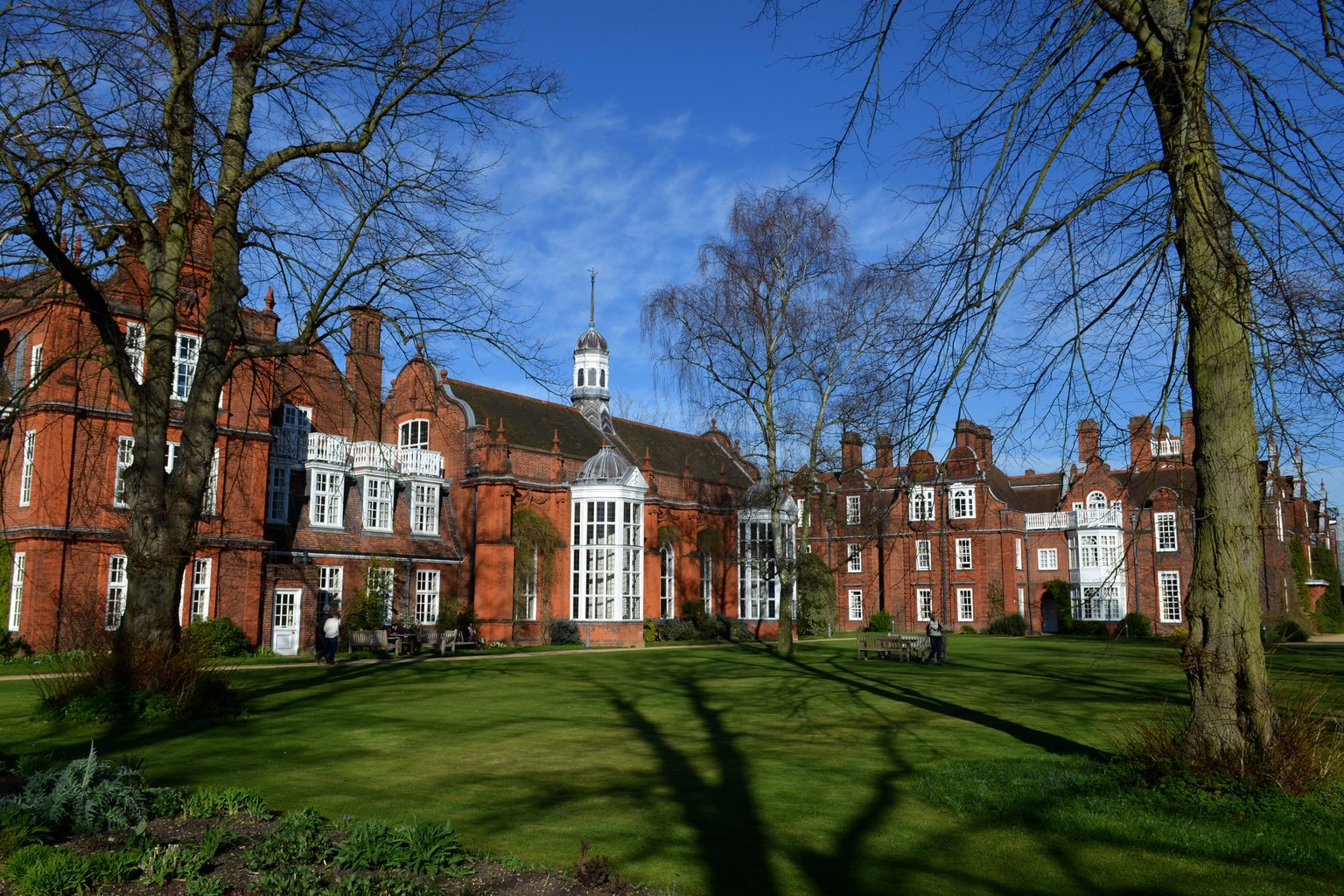
Newnham College: Garten und Hall

Die im 19. Jahrhundert geleistete Pionierarbeit des Philosophen Henry Sidgwick, Fellow am Trinity College, verhalf Frauen zum Status des vollwertigen Mitglieds an der Universität Cambridge. Seit 1870 gibt es in Cambridge reine Frauenkurse am Newnham College. 1871 mietete Sidgwick als einer der Organisatoren der Vorlesungen ein Haus an der Regent Street, um jungen Frauen, die nicht täglich zu Vorlesungen nach Cambridge pendeln können, eine Unterkunft während ihrer Studien zu bieten. Er übertrug Anne Jemima Clough, die eine Schule in ihrem Haus im Lake District leitete, die Verantwortung für dieses Haus und für die ersten fünf Studentinnen.
Durch die stetige Nachfrage konnte Geld gesammelt und Bauland gemietet werden, sodass Newnham Hall seine Türen zum ersten Mal im Jahr 1875 auf dem Gelände Sidgwick Avenue öffnen konnte. Die Nachfrage von potenziellen Studentinnen stieg weiter an und die Newnham Hall Company ließ vom Architekten Basil Champneys drei weitere Gebäude im Queen-Anne-Stil errichten sowie ein Labor und eine Bibliothek. Diese und spätere Gebäude und Einrichtungen gruppieren sich um schöne Gärten, deren Wiesen die Studentinnen sogar die meiste Zeit des Jahres betreten dürfen.
Viele junge Frauen hatten Mitte des 19. Jahrhunderts in England keinen Zugang zu höherer Bildung, die Voraussetzung für das Universitätsstudium ist. Newnhams Gründer ermöglichten es Frauen, auf einem Niveau zu arbeiten, das ihren Kenntnissen und Fähigkeiten entsprach und sie gleichzeitig auf die Anforderungen der Universität vorbereiten konnte.
Als im letzten Viertel des 19. Jahrhunderts weiterführende Schulen für Mädchen gegründet wurden, häufig besetzt durch Absolventinnen der Frauenuniversitäten Cambridge, Oxford und London, begann sich die prekäre Bildungssituation für Frauen in England zu ändern. 1890 erlangte die Newnham Studentin Philippa Fawcett ein mathematisches Level, das theoretisch oberhalb des Titels Senior Wranglers rangiert, welcher damals nur an Männer vergeben wurde. Zu Beginn des 20. Jahrhunderts belegte die überwiegende Mehrheit der Newnham Studentinnen Universitätskurse in Cambridge.

## Frauen an der Universität
Die Institution Universität nahm zunächst keine Notiz von Frauen. Im Jahr 1868 ließ das Cambridge Local Examinations Board (außeruniversitäre Prüfungen) Frauen zum ersten Mal zu Prüfungskursen zu. Veränderungen innerhalb der Universität erfolgten ab 1881, als Frauen die Erlaubnis zur Teilnahme individuell mit jedem Prüfer aushandeln durften und mussten. Die ersten Versuche nicht nur ein Zertifikat ihrer Hochschule, sondern auch einen Akademischen Grad zu erhalten, scheiterten 1887 und ein zweiter Versuch im Jahr 1897. Die männlichen Vordiplomer und ihre Anhänger demonstrierten gegen die weiblichen Studenten. Zum Teil nahmen die Proteste gewalttätige und groteske Züge an. So wurden Bilder von Anne Clough und der damaligen Dozentin und späteren Leiterin des zu der Zeit ebenfalls noch rein weiblichen Cambridger Girton College, Katharine Jex-Blake, von den Studenten verbrannt.
Durch den Ersten Weltkrieg brachen die Gebühreneinnahmen für die Hochschulen der Männer katastrophal ein und sowohl Cambridge als auch Oxford benötigten zum ersten Mal staatliche finanzielle Hilfe. In diesem Rahmen starteten die Frauen erneut den Versuch nicht nur als vollwertiges Mitglied an die Universität aufgenommen zu werden, sondern auch die Beteiligung an Ämtern der Universität und an ihrer Verwaltung zu erlangen. An der Universität Oxford wurde diese Teilhabe für Frauen 1920 gesichert, in Cambridge scheiterte der Versuch 1921. Als Zeichen ihres Sieges zerstörten männliche Studenten unter anderem das bronzene Denkmal für Anne Jemima Clough.
Frauen konnten Universitätsämter innehaben, aber sie erlangten kein Stimmrecht für die Angelegenheiten ihrer eigenen Dienststellen oder für die der Universität als Ganzes. 1948 erlangten Frauen die Vollmitgliedschaft an Universitäten in England. Bis 1981 behielten sich Universitäten das Recht vor, die Anzahl der studierenden Frauen zu begrenzen.
1954 wurde das dritte reine Frauen-College, New Hall, (jetzt Murray Edwards College) und 1965 das erste gemischte Graduiertenkolleg, Darwin, gegründet.
In den 1970er Jahren ließen die drei reinen Männer-Colleges Churchill, Clare und King's zum ersten Mal Frauen zu. Und auch zu den anderen Colleges von Cambridge sind entweder Männer und Frauen oder nur Frauen zugelassen (Newnham, Murray Edwards und Lucy Cavendish).
Nach und nach entwickelte sich Cambridge von einer „Männeruniversität“, wie noch in den 1920er Jahren, zu einer Universität, zu der Männer und Frauen zugelassen werden.
2007 hat sich auch das letzte reine Frauencollege (St. Hilda's) der Universität Oxford für Männer geöffnet. Cambridge bleibt dabei die einzige Universität im Vereinigten Königreich mit Colleges nur für Frauen.

## Zahlen zu den Studierenden
Im Dezember 2022 waren 722 Studierende am Newnham College eingeschrieben. Davon strebten 422 (58,4 %) ihren ersten Studienabschluss an, sie waren also undergraduates. 300 (41,6 %) arbeiteten auf einen weiteren Abschluss hin, sie waren postgraduates, davon 205 Doktoranden. 2020 waren es 751 Studierende gewesen, davon 324 im weiterführenden Studium, 2021 insgesamt 719.

## Bekannte Absolventinnen
- Diane Abbott (* 1953), Politikerin
- Dame Joan Bakewell (* 1933), Journalistin
- Mary Beard (* 1955), Althistorikerin
- Mary Boyce (1920–2006), britische Wissenschaftlerin der Iranistik und Spezialistin für Parsismus am SOAS der Universität London
- Eleanor Bron (* 1938), Schauspielerin
- Dame Antonia Susan Byatt (1936–2023), Schriftstellerin
- Jessie Cameron (1883–1968), Mathematikerin
- Letitia Chitty (1897–1982), Luftfahrtingenieurin
- Nora David, Baroness David of Romsey (1913–2009), Politikerin
- Dame Margaret Drabble (* 1939), Schriftstellerin
- Sarah Dunant (* 1950), Schriftstellerin, Rundfunksprecherin
- Patricia Duncker (* 1951), Romanautorin
- Patricia Elizabeth Easterling (* 1934), Gräzistin
- Sheila May Edmonds (1916–2002), Mathematikerin und Hochschullehrerin; von 1960 bis 1981 Vizepräsidentin des Newnham College.
- Philippa Fawcett (1868–1948), Mathematikerin
- Rosalind Franklin (1920–1958), Biochemikerin, Crystallography
- Dame Jane Goodall (* 1934), Verhaltensforscherin
- Germaine Greer (* 1939), australische Intellektuelle, Autorin, Publizistin
- Margaret Grimshaw (1905–1990), Mathematikerin und Hochschullehrerin am Newnham College.
- Judith Herrin (* 1942), Byzantinistik, Archäologin und Historikerin
- Patricia Hewitt (* 1948), Politikerin
- Elizabeth Jenkins (1905–2010), Schriftstellerin, Erzählerin und Biografin
- Hilda Lyon (1896–1946), Mathematikerin und Ingenieurin
- Jessica Mann (1937–2018), Schriftstellerin
- Miriam Margolyes (* 1941), Schauspielerin
- Brenda Milner (* 1918), Neuropsychologin
- Dame Iris Murdoch (1919–1999), anglo-irische Schriftstellerin und Philosophin
- Dame Julia Neuberger (* 1950), britische Rabbinerin, Schriftstellerin und Politikerin, Member of the House of Lords
- Cecilia Payne-Gaposchkin (1900–1979), britisch-amerikanische Astronomin und Astrophysikerin
- Sylvia Plath (1932–1963), Schriftstellerin, Poetin
- Audrey I. Richards (1899–1984), Sozialanthropologin
- Ali Smith (* 1962), Romanautorin
- Emma Thompson (* 1959), Schauspielerin, Drehbuchautorin
- Judith Jarvis Thomson (1929–2020), Philosophin
- Claire Tomalin (* 1933), Schriftstellerin
- Anna Watkins (* 1983), Ruderin, Goldmedaille Olympia 2012
- Katharine Whitehorn (1928–2021), Schriftstellerin
- Olivia Williams (* 1968), Schauspielerin
- Ellen Wordsworth Darwin (1856–1903), Dozentin für Englische Literatur